# British Airways
British Airways (BA) é a maior companhia aérea do Reino Unido em relação ao número de aviões e a segunda maior em número de passageiros transportados, atrás da easyJet. A companhia está localizada em Waterside, próximo ao seu hub principal no aeroporto de Londres-Heathrow. Em janeiro de 2011, a British iniciou uma joint-venture com a empresa espanhola Iberia Linhas Aéreas de Espanha, criando o International Airlines Group (IAG). O IAG é o terceiro maior grupo de companhias aéreas do mundo e o segundo maior da Europa, e está listado na London Stock Exchange e no FTSE 100.
A companhia surgiu após uma decisão do governo de que a British Overseas Airways Corporation e a British European Airways, além de duas companhias regionais, Cambrian Airways e Northeast Airlines, seriam fundidas para que, em 31 de março de 1974, fosse fundada a British Airways. Depois de quase treze anos como empresa estatal, a British foi privatizada em fevereiro de 1987. A companhia expandiu após a compra da British Caledonian em 1987, da Dan-Air em 1992 e da BMI British Midland em 2012.
A principal aeronave da companhia para rotas de longa distância é o Boeing 777, com um total de 58 aviões na frota. A companhia é a maior operadora do Boeing 747-400, com 41 aviões na frota. É um membro fundador da aliança aérea Oneworld, juntamente com a American Airlines, Cathay Pacific, Qantas e a extinta companhia aérea Canadian Airlines. A aliança é a terceira maior do mundo, depois da SkyTeam e da Star Alliance.

## História

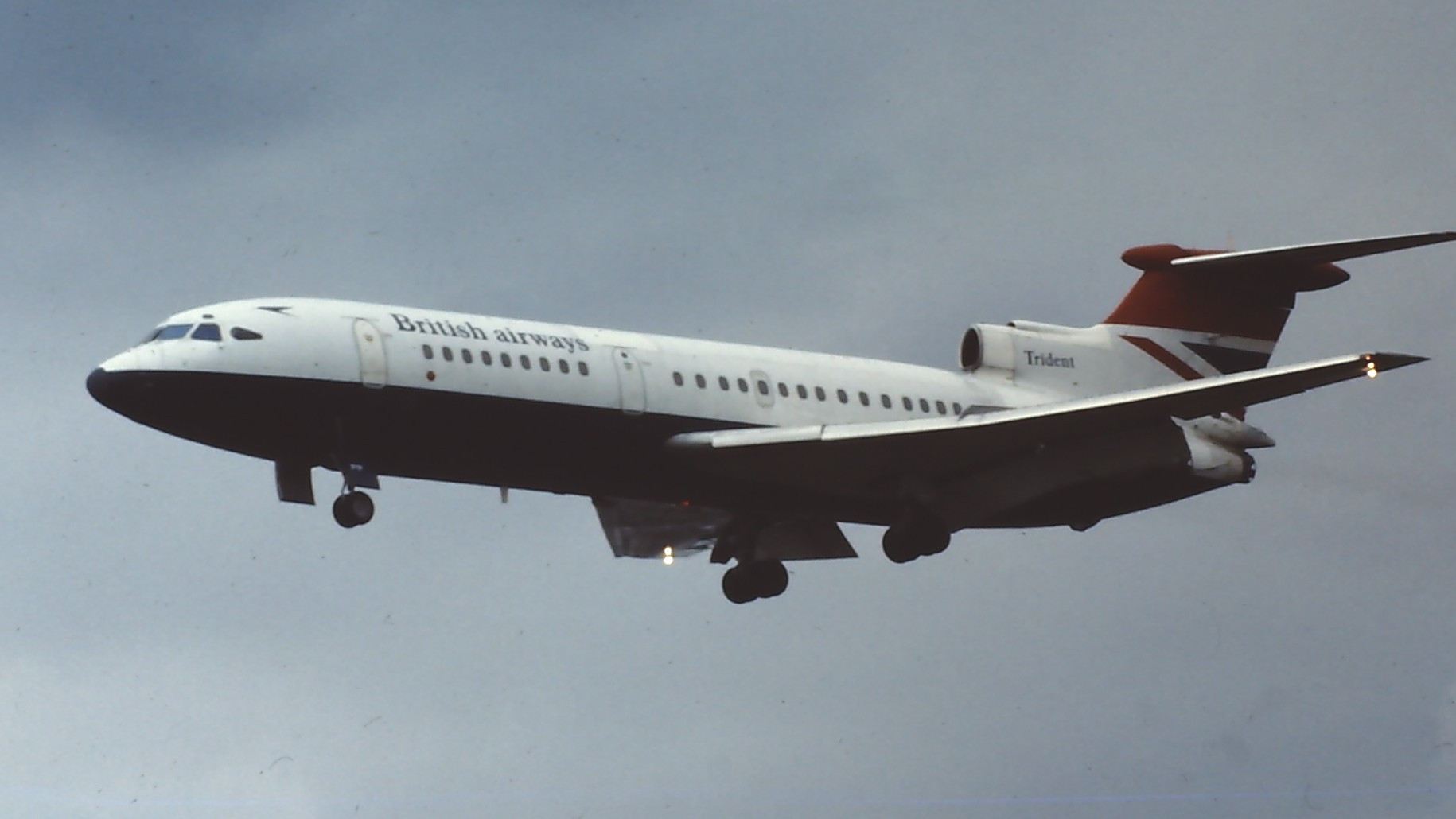
Hawker Siddeley Trident da British Airways.

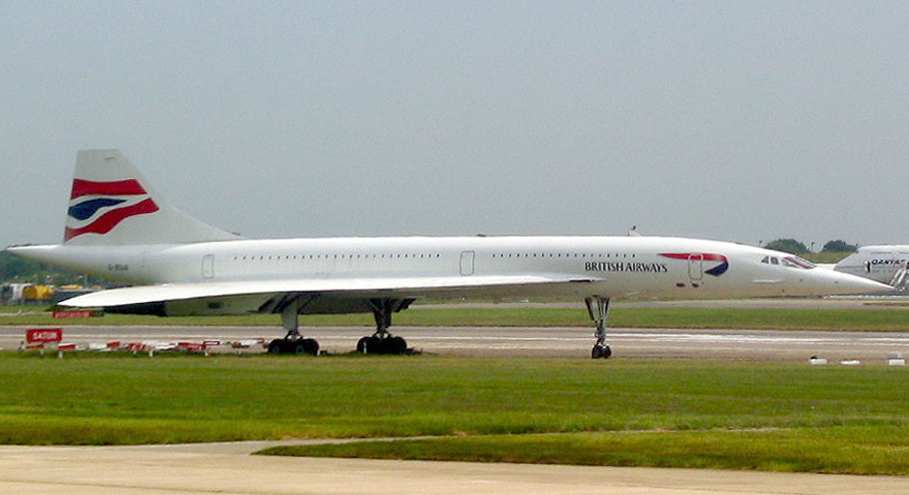
Concorde da British Airways.

Sendo o Reino Unido um dos países pioneiros da aviação civil após a Primeira Guerra Mundial, foram criadas várias empresas de aviação civil naquela época. O primeiro serviço regular internacional foi um voo entre Londres e Paris em 1924.  No mesmo ano, foi criada a Imperial Airways, especializada em voos para as colónias britânicas na Austrália e África, através da fusão de quatro empresas de aviação. Entretanto, outras empresas menores iniciaram serviços regulares, e pouco depois ocorreu a fusão destas, criando-se a British Airways Ltd. Em 1939, as duas companhias mencionadas foram nacionalizadas, criando-se a British Overseas Airways Corporation (BOAC). Em 1949, as rotas europeias foram operadas pela recém criada British European Airways (BEA), enquanto que a BOAC se concentrava nos voos intercontinentais. As duas empresas juntaram-se em 1972 e deram origem à actual British Airways.
A empresa expandiu-se ao longo dos anos e foi juntamente com a Air France uma das únicas companhias a voar o avião supersónico Concorde. Em 1987, o governo britânico liderado por Margaret Thatcher privatizou a companhia aérea, outro caso pioneiro na história da aviação civil europeia. A ela incorporou-se a British Caledonian. Na década de 90, foi a companhia europeia com maiores lucros e pioneira na criação e aquisição de companhias estrangeiras, nomeadamente a Deutsche BA (Alemanha) e a TAT (França) (negócios dos quais entretanto desistiu), numa altura anterior à liberalização do mercado aéreo europeu. Passou também por vários períodos de “turbulência”, nomeadamente na década de 70 com a crise do petróleo, em 1984 através do escândalo num caso de fraude contra a companhia aérea rival Virgin Atlantic Airways (caso “dirty tricks”), que perdeu em tribunal, a crise do sector da aviação comercial após os atentados do 11 de Setembro de 2001 e, actualmente, a grande competitividade com companhias a baixo preço como a Ryanair e Easyjet, que cresceram significativamente no Reino Unido, e os problemas ligados ao tráfego aéreo (o aeroporto de Heathrow é um dos aeroportos mais congestionados do mundo). No entanto, a empresa continua a crescer e se expandir em todo o mundo, e prevê crescer ainda mais com a abertura do novo terminal 5 no aeroporto de Heathrow, em 2008.

### Crise
Em 16 de junho de 2009, o diretor-executivo da empresa, Willie Walsh, pediu que os funcionários abdicassem do salário em julho. De acordo com ele, essa seria uma medida necessária para salvar a companhia. Dois dias depois, Walsh declarou que o pior da crise ainda estaria por vir. Tudo indica que a má-fase da maior empresa aérea do Reino Unido é consequência da Crise econômica de 2008-2009.

### Fusão com a Iberia
Em 8 de abril de 2010, a companhia aérea formalizou a união com a espanhola Iberia. Se o aval final da Comissão Europeia e da Defesa dos dois países for positivo, será criada a quinta maior companhia aérea do mundo, com tráfego anual de 58 milhões de passageiros.
As companhias aéreas Iberia e British Airways anunciaram uma fusão, gerando o nascimento da International Consolidated Airlines Group (IAG), em 2011. A IAG será a sexta maior companhia aérea do mundo em volume de negócios, contará com uma frota de 406 aviões que cobrirão 204 destinos e transportará cerca de 60 milhões de passageiros por ano. Os acionistas da Iberia detêm 44% do capital da corporação, que contará com sede financeira em Londres e social em Madri, enquanto a British possui os outros 56% das ações.
Em 2019 a também espanhola Air Europa se juntou ao grupo.

## Frota
Atualmente em 2024 a British Airways tem 288 aeronaves:
- British Airways

| Aeronave            | Número | Pedidos | Notas                          |
| ------------------- | ------ | ------- | ------------------------------ |
| Airbus A319-100     | 30     | -       |                                |
| Airbus A320-200     | 65     | -       |                                |
| Airbus A320Neo      | 20     | -       |                                |
| Airbus A321-200     | 11     | -       |                                |
| Airbus A321Neo      | 13     | -       |                                |
| Airbus A350-1000    | 17     | 18      |                                |
| Airbus A380-800     | 12     | -       |                                |
| Boeing 777-200      | 43     | -       |                                |
| Boeing 777-300ER    | 16     | -       |                                |
| Boeing 777X-9       | -      | 18      | Substituirão parte dos 777-200 |
| Boeing 787-8        | 12     | -       |                                |
| Boeing 787-9        | 18     | -       |                                |
| Boeing 787-10       | 7      | 12      |                                |
| Embraer E190        | 20     | -       |                                |
| Dornier 328-310 Jet | 4      |         |                                |
| Total               | 288    | 48      |                                |

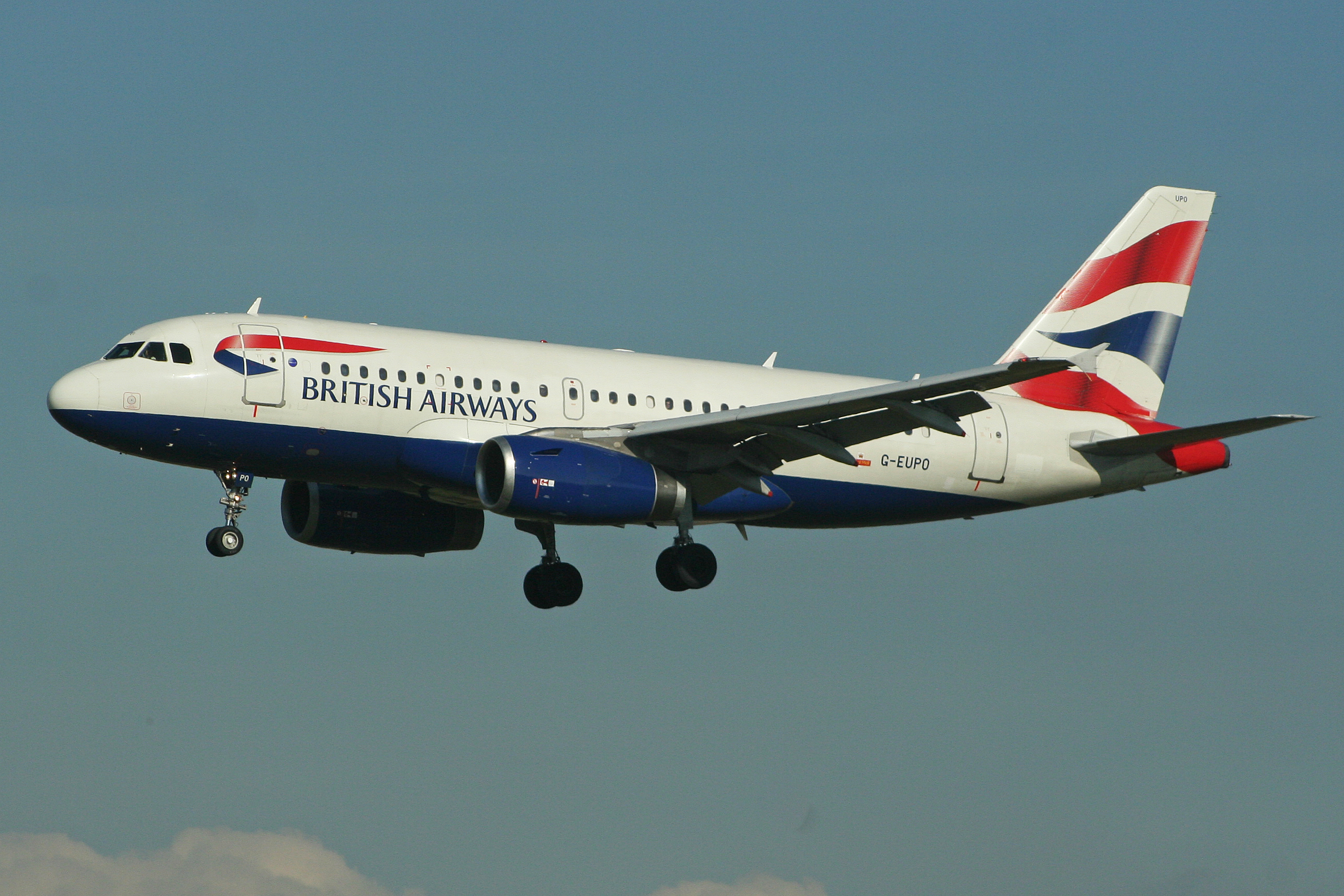
Airbus A319 da British Airways.

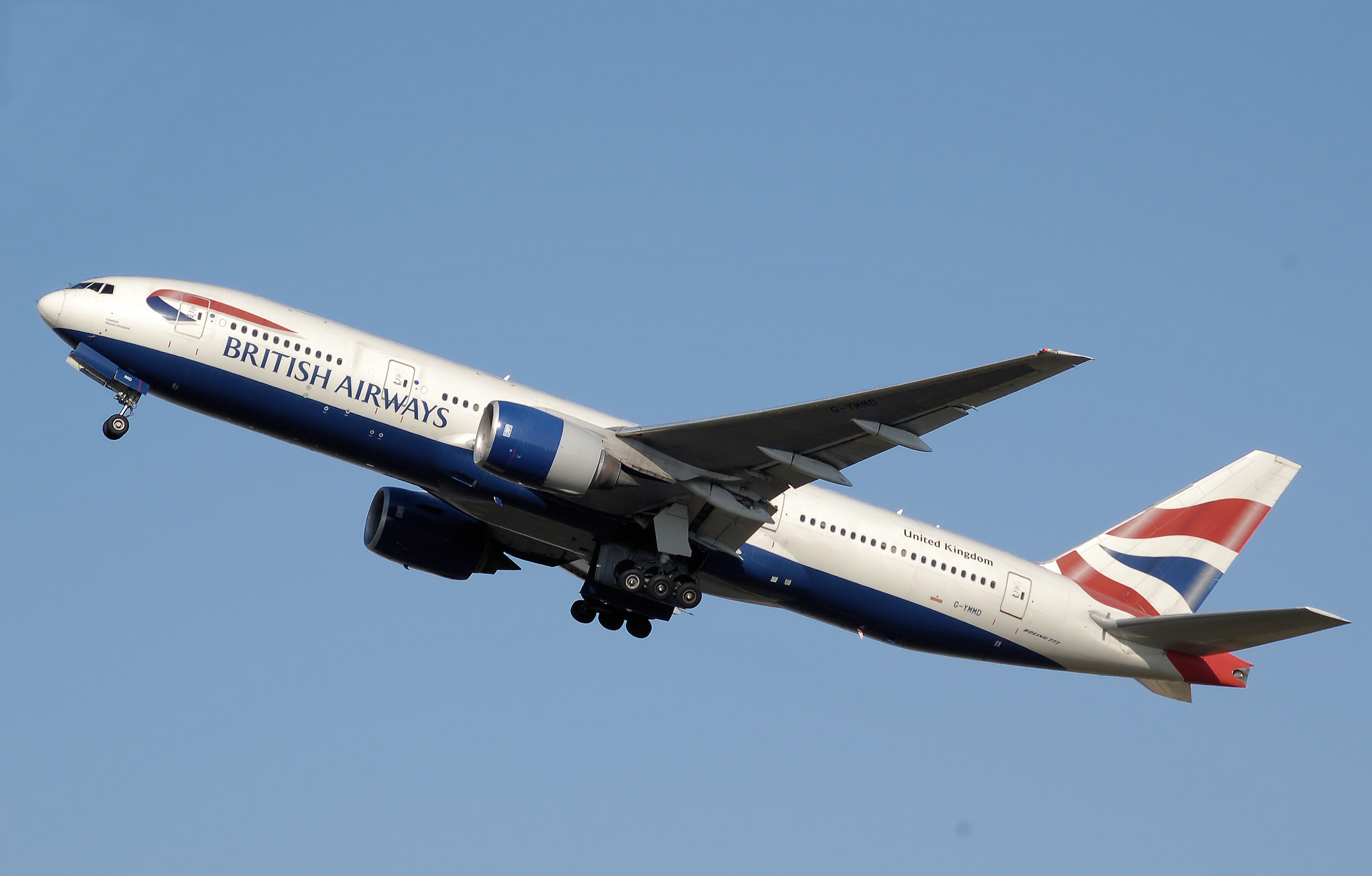
Boeing 777-200

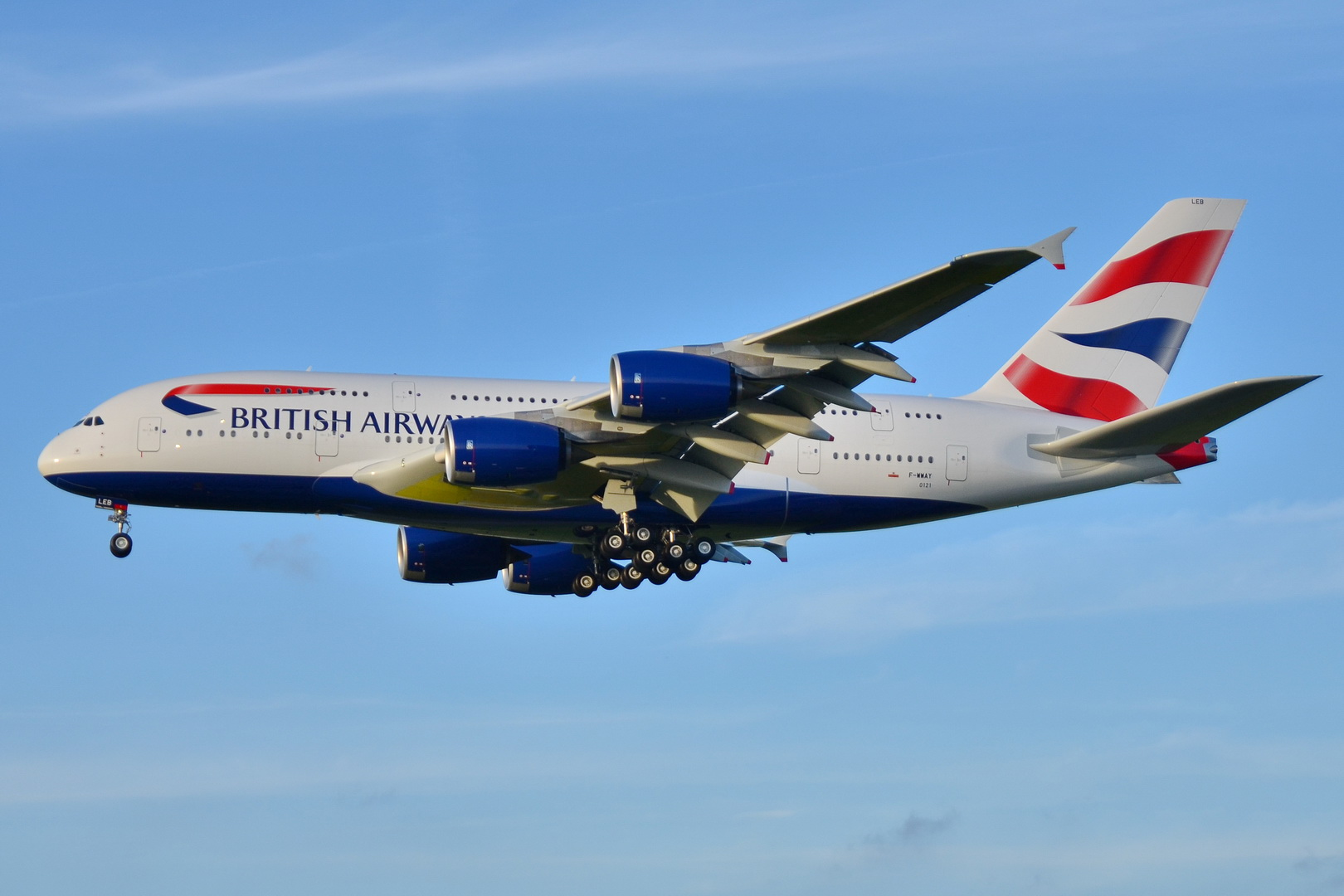
Airbus A380 da British Airways.

Para além desta frota, a companhia aérea tem acordos de franchising com outras companhias aéreas que voam ao serviço e nas cores da British Airways, entre as mais importantes a GB Airways (para destinos no sul da Europa e norte de África, a partir de Londres Gatwick), a British Mediterranean Airways (para destinos no Médio Oriente, a partir de Londres Heathrow) e a Comair (voos dentro da África do Sul). A companhia ainda tinha a empresa subsidiária FlyBe, que voava com aviões pequenos para destinos europeus, nomeadamente a partir de Birmingham, Manchester e o aeroporto de London City) que acabou por declarar falência no dia 4 de março de 2020 devido ao surto de Covid-19 que influenciou na perda de passageiros e de lucro apesar das ajudas do governo britânico de salvar a pequena subsidiária. A British Airways acabou por adquirir alguns slots de voos a partir do aeroporto de Heathrow que a subsidiária tinha adquirido á antiga Virgin Atlantic Little Red que parou as suas operações em 2015.

## Presença no Brasil e em Portugal

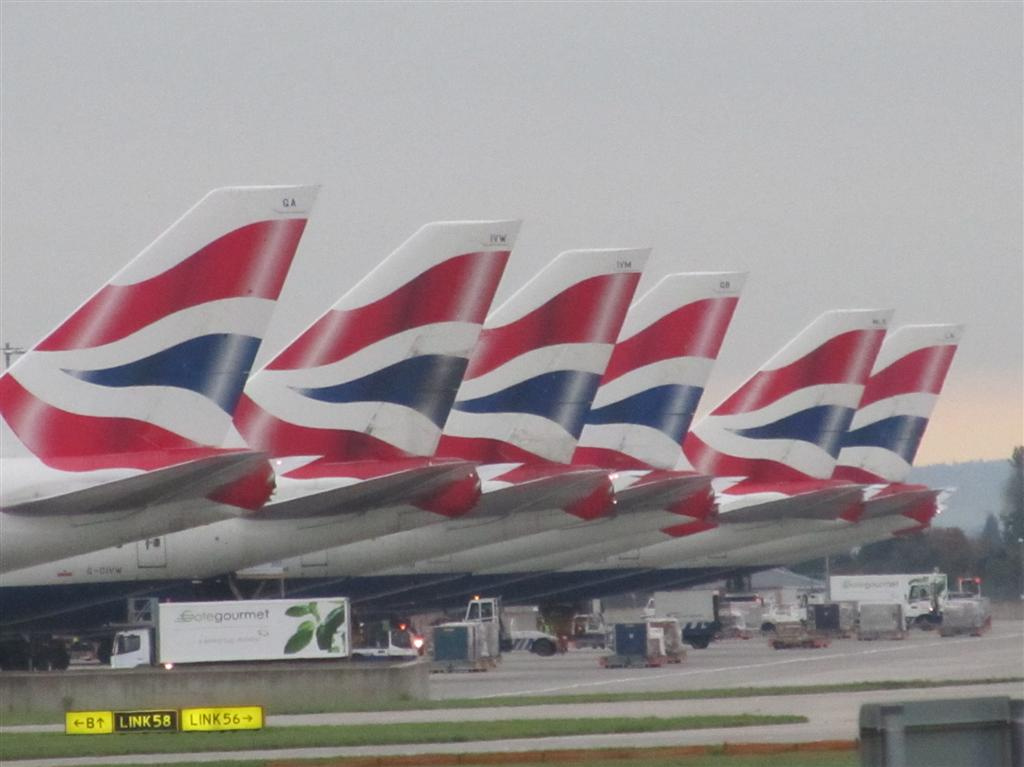
British Airways Boeing 747-400s.

Para o Brasil, a British Airways opera um voo diário a partir de Londres-Heathrow para Guarulhos, operado por um Boeing 777-300 (antigamente um Boeing B777-200). Além desta frequência, opera também outro voo diário e exclusivo para o Rio de Janeiro, utilizando o Boeing 787-9. Para Portugal, a companhia voa quatro vezes por dia para Lisboa a partir de Heathrow, uma vez por dia para Faro a partir de Gatwick (esta frequência aumenta para dois a três voos diários na época do verão) e a partir de 30 de Março voa para o Porto a partir de Heathrow com duas frequências semanais..

## Acidentes e incidentes
- Em 1974, Voo British Airways 870;
- Em 1976, Voo British Airways 476, operado por um Hawker-Siddeley Trident que decolou de Aeroporto de Londres-Heathrow com destino à Istambul, Turquia, colidiu em pleno ar com um DC-9 da Inex Adria que iria para Colônia, em Zagreb, maior cidade da Croácia, na época parte da Jugoslávia. O DC-9 rasgou a seção dianteira e a cabine de comando do Trident, gerando uma despressurização explosiva que desintegrou o Trident. Já o DC-9 teve perda de sustentação e entrou em mergulho até chegar ao solo, todas as 176 pessoas nos aviões morreram. Um Boeing 737 da Lufthansa próximo à área reportou ter visto uma luz semelhante à um relâmpago e uma bola de fumaça;
- Em 1982, Voo British Airways 9;
- Em 1990, Voo British Airways 5390;
- Em 1990, Voo British Airways 149;
- Em 2000, Voo British Airways 2069;
- Em 2008, Voo British Airways 38.
- Em setembro de 2015, Voo British Airways 2276 partiu de Las Vegas com destino a Londres, havia 159 passageiros e 13 membros da tripulação a bordo. Em email à AFP, a agência americana responsável pela Aviação Federal, a FAA, relatou que "o motor esquerdo de um Boeing 777 da British Airways pegou fogo no momento da decolagem, no aeroporto internacional de McCarran em Las Vegas, oeste dos Estados Unidos. A tripulação interrompeu o processo de decolagem e desembarcou os passageiros na pista, fazendo-os deslizar por tobogãs de emergência. Os passageiros foram imediatamente retirados do avião. Não houve mortes e dois passageiros foram levados feridos em estado leve para o hospital.